# Turacoena
Turacoena es una género de aves columbiformes de la familia Columbidae, que agrupa tres especies distribuidas en algunas islas del sudeste asiático.

## Especies
Se reconocen tres especies:
- Turacoena manadensis (Quoy & Gaimard, 1832) – paloma cariblanca;
- Turacoena sulaensis Forbes & Robinson, 1900 – tórtola cuco de Sula;
- Turacoena modesta (Temminck, 1835) – paloma de Timor.